# Línea 206e (Santiago de Chile)
La Línea 206e de Transantiago une la Santiago Centro con La Pintana, recorriendo toda la Avenida Santa Rosa. fue la variante del 206 regular.
Este recorrido recorre las principales vías de conexión entre Santiago Centro y La Pintana, siguiendo una ruta transversal de oriente a sur por San Antonio y San Francisco, pasando por importantes lugares de confluencia de gente, tales como las calles San Francisco y Venancia Leiva.
Formó parte de la Unidad 2 del Transantiago, operada por Subus Chile, correspondiéndole el color azul a sus buses.

## Flota
El servicio 206e fue operado principalmente con máquinas de 12 metros, con chasís Volvo B7R carrozados por Caio Induscar (Mondego L) y Marcopolo (Gran Viale), los cuales tienen capacidad de 90 personas. En ciertos horarios de mayor afluencia de público, se incorporan buses articulados de 18 metros con capacidad de 180 personas, cuyo chasis es Volvo B9Salf y son carrozados por Caio Induscar (Mondego LA) y Marcopolo (Gran Viale).

## Historia
La línea 206e fue concebida como una de las principales rutas del plan original de Transantiago, al cruzar la ciudad de punta a punta. Su preponderancia aumenta al ser la línea que se sobrepone a la mayoría del trazado de la línea 2 del Metro de Santiago, la principal de la red del ferrocarril metropolitano.
El servicio 206e fue eliminado siendo reemplazado por 206c que une La Pintana con la estación del Metro Bío Bío de la Línea 6.

## Trazado

### 206e Centro - La Pintana
| - Comuna de Santiago - Cardenal José Maria Caro - Av. Recoleta - San Antonio - Av. Libertador Bernardo O'Higgins - San Francisco - Bio-Bio - Av. Santa Rosa - Comuna de San Miguel y San Ramón - Av. Santa Rosa - Comuna de La Pintana - Av. Santa Rosa - Lo Martínez - Patagonia - Gob. Muñoz Gamero - Porto Alegre - José Manuel Balmaceda - Bernardino Parada - Julio Chávez - Julio Barrenechea - Av. San Francisco - Av. Lo Blanco | - Comuna de La Pintana - Tucapel - Av. San Francisco - Av. Lo Blanco - Julio Chávez - Bernardino Parada - Porto Alegre - Lo Martínez - Av. Santa Rosa - Comuna de La Granja y San Joaquín - Av. Santa Rosa - Comuna de Santiago - Av. Santa Rosa - Enrique Mac-Iver - Ismael Valdes Vergara - Patronato |

## Puntos de Interés
- Metro Puente Cal y Canto
- Municipalidad de San Joaquín
- Santa Isabel Santa Rosa
- Unimarc Santa Rosa
- Metro Santa Rosa
- Municipalidad de La Granja